# Tam độc

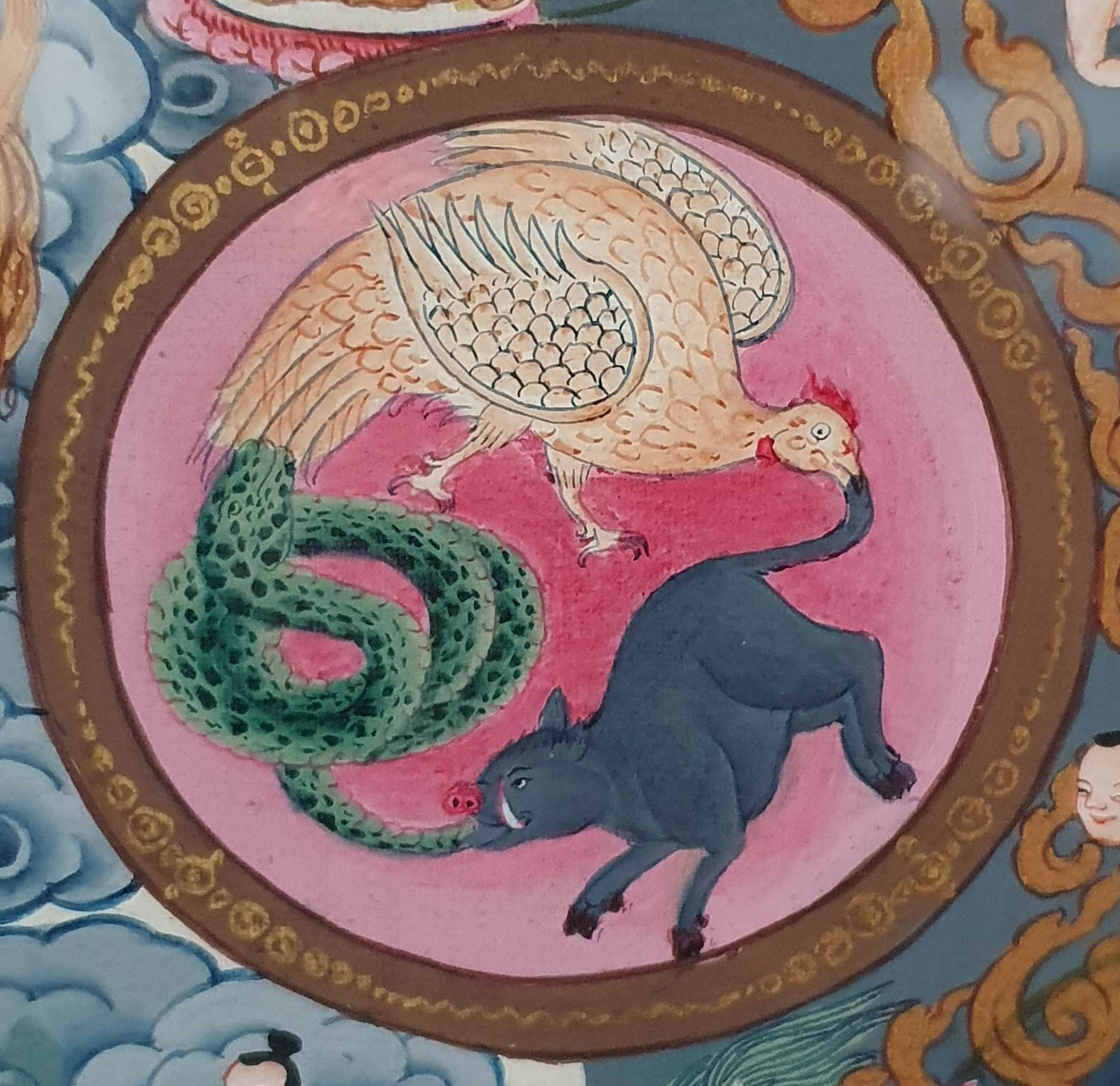
Tam độc được đại diện trong trung tâm của bánh xe luân hồi dưới hình tướng là lợn (si), chim (tham) và rắn (sân).

Tam độc (tiếng Phạn: triviṣa), trong Phật giáo, nói về ba trạng thái tinh thần có hại: ngu si (vô minh) (tiếng Phạn: moha), tham lam (tiếng Phạn: lobha), sân hận (tiếng Phạn: dosa).
Vì bị kiềm chế bởi tam độc (tham, sân, si) nên chúng sinh luôn tạo nghiệp ác, từ đó tạo ra trong tâm thức những nghiệp lực dưới dạng tiền định lực, trói buộc tâm thức. Khi mạng sống chấm dứt, chúng sinh bị kiềm chế bởi những tiền định lực ấy sẽ phải đi theo nghiệp lực của mình để tái sinh trong sáu cõi luân hồi với một tâm thức và thân thể của kiếp sống mới, phù hợp với các nghiệp nhân đã tạo tác ra trong quá khứ.
Tam độc là phần chính giữa trong bức tranh "Bánh xe luân hồi" (Bhavachakra), đặt tại nhiều tu viện Phật giáo ở Tây Tạng, với hình ảnh: con chim, rắn và lợn cắn đuôi nhau.

## Miêu tả
Tham (lobha), bắt nguồn từ "lubh", bám chặt vào, hay cột lại, có thể được dịch là "luyến ái", hay "bám níu". Ái dục cũng được dùng trong nghĩa tương đương với lobha. Khi giác quan tiếp xúc với một đối tượng đáng được ưa thích, tức trần cảnh khả ái, thông thường có sự luyến ái hay bám níu phát sanh. Ngược lại, nếu đối tượng không đáng được ưa thích thì có tâm bất toại nguyện. Một số học giả dùng danh từ "khát vọng" nhằm để hướng thiện cho lòng tham có kiểm soát.
Sân (dosa), bắt nguồn từ "dus", sự không bằng lòng, không vui, bất toại nguyện, bất mãn. Một từ gần nghĩa với dosa là paṭigha. Paṭigha từ gốc "paṭi", chống lại, và "gha", chạm vào, đụng, tiếp xúc. Sự thù hận, ác ý cũng được xem như có ý nghĩa tương đương với paṭigha.
Si (moha), bắt nguồn từ "muh", lầm lạc, ảo tưởng. Đó là trạng thái mê mờ, lầm lạc, ảo tưởng. Chính moha bao trùm đối tượng như một đám mây mờ và làm cho tâm mù quáng, không thấy rõ. Moha còn được phiên dịch là không biết, si mê.

## Trạng thái tinh thần đối lập
- Vô tham hay bố thí
- Vô sân hay tâm từ
- Vô si hay bát-nhã

## Phép tu
- Ta phải thực hành phép "thiểu dục tri túc" (ít muốn biết đủ).
- Ta phải tập dừng lại, tập quan sát để có thể biết phân biệt đúng sai, phải trái.
- Ta phải biết thực hành pháp môn tu tứ niệm xứ (thân niệm xứ, thọ niệm xứ, tâm niệm xứ, pháp niệm xứ).

## Kết luận
Theo Vi Diệu Pháp (Abhidhamma) thì tam độc (tham - sân - si) có quan hệ với nhau:
- Si (moha) nằm trong tất cả các loại tâm bất thiện.
- Tham (lobha) và sân (dosa) không phát sanh một mình mà luôn luôn phối hợp với si (moha).
- Còn si (moha) thì có thể khởi sanh đơn độc một mình. Do đó có danh từ: si mê mạnh mẽ "momūha".

Đối nghịch hẳn với ba căn (tam độc) ở trên, là ba căn thiện (kusala). Ba căn nầy không những hàm xúc sự vắng mặt một số điều kiện bất thiện mà còn bao hàm sự hiện hữu của những điều kiện có tánh cách "thiện" một cách tích cực, cụ thể:
- Vô tham (alobha) không phải chỉ có nghĩa là không luyến ái (không tham), mà cũng là quảng đại, bao dung, rộng rãi, bố thí.
- Vô sân (adosa) cũng không phải chỉ là không sân hay không thù hận, mà còn là thiện ý, thiện chí, hay tâm từ (mettā).
- Vô si (amoha) không phải chỉ là không si mê mà cũng là trí tuệ hay tri kiến, minh mẫn sáng suốt (ñāṇa hay paññā).